# Nodocion eclecticus
Nodocion eclecticus är en spindelart som beskrevs av Chamberlin 1924. Nodocion eclecticus ingår i släktet Nodocion och familjen plattbuksspindlar. Inga underarter finns listade i Catalogue of Life.